# Olivier Gaillard (homme politique)
Pour les articles homonymes, voir Olivier Gaillard et Gaillard.
Olivier Gaillard, né le 28 février 1967 à Nîmes, est un homme politique français.
Après avoir été membre du Parti socialiste, il est élu député de la cinquième circonscription du Gard en 2017, sous l'étiquette de La République en marche. Trois ans plus tard, en 2020, il quitte ce parti et annonce sa démission de l'Assemblée nationale. Il est élu maire de Sauve.

## Carrière politique
Olivier Gaillard commence son engagement politique au Parti socialiste (PS).
Il est élu adjoint au maire de Sauve en 2001, puis conseiller général aux élections cantonales en 2008. En 2015, toujours sous l’étiquette PS, il est élu conseiller départemental du Gard et également à la vice-présidence aux infrastructures et aux déplacements. Il est aussi président de la communauté de communes du Piémont Cévenol.
Lors des élections législatives de 2017, il est investi par La République en marche, parti du nouveau président Emmanuel Macron, dans la cinquième circonscription du Gard. Il l’emporte au second tour, avec 63,6 % face au candidat du Front national.
Déclarant regretter de n'être qu'« un élu de seconde zone » dans un Parlement qui oublierait les territoires locaux, Olivier Gaillard quitte LREM en mars 2020 et annonce sa démission future de son mandat de député, après les élections municipales. Candidat à Sauve, sa liste l’emporte face à celle de la maire sortante, Alexandra Masot. Cependant, l'élection des nouveaux maires étant repoussée en raison de la pandémie de Covid-19, il reste député, mais ne siège plus. Il quitte le groupe La République en marche le 13 mai.
Il est élu maire de Sauve le 26 mai 2020. Mais un recours au tribunal administratif déposé par Alexandra Masot lui permet de conserver son mandat de député jusqu'à la fin de la procédure.
Cependant, bien que les élections municipales aient été annulées peu avant, Olivier Gaillard annonce en octobre 2020 : « J’ai une période d’un mois qui correspond au délai de recours. Et là, derrière, j’enclencherai la procédure administrative pour quitter mon poste de député. Ce qui veut dire qu’en décembre, ce sera terminé ». Il attend cependant, conformément à la loi sur le cumul des mandats, un mois après la décision finale du Conseil d'Etat qui valide son élection comme maire pour quitter ses fonctions de député le 26 juin 2021. Sa suppléante, Catherine Daufès-Roux, devient alors députée, permettant à LREM de récupérer un siège. Le lendemain, il est élu conseiller départemental (divers gauche) du Gard dans le canton de Quissac.

## En savoir plus